# Czarne (gmina)
Czarne – gmina miejsko-wiejska w województwie pomorskim, w powiecie człuchowskim. W latach 1975–1998 gmina położona była w województwie słupskim.
W skład gminy wchodzi 10 sołectw: Biernatka, Bińcze, Domisław, Kijno, Krzemieniewo, Nadziejewo, Raciniewo, Sierpowo, Sokole, Wyczechy
Siedziba gminy to Czarne.
Według danych z 30 czerwca 2004 gminę zamieszkiwało 9355 osób.

## Struktura powierzchni
Według danych z roku 2002 gmina Czarne ma obszar 234,9 km², w tym:
- użytki rolne: 37%
- użytki leśne: 52%

Gmina stanowi 14,92% powierzchni powiatu.

## Demografia
Tab.1 Dane demograficzne z 30 czerwca 2004:
| Opis                              | Ogółem | Ogółem | Kobiety | Kobiety | Mężczyźni | Mężczyźni |
| --------------------------------- | ------ | ------ | ------- | ------- | --------- | --------- |
| jednostka                         | osób   | %      | osób    | %       | osób      | %         |
| populacja                         | 9355   | 100    | 4805    | 51,4    | 4550      | 48,6      |
| gęstość zaludnienia (mieszk./km²) | 39,8   | 39,8   | 20,5    | 20,5    | 19,4      | 19,4      |

## Miejscowości

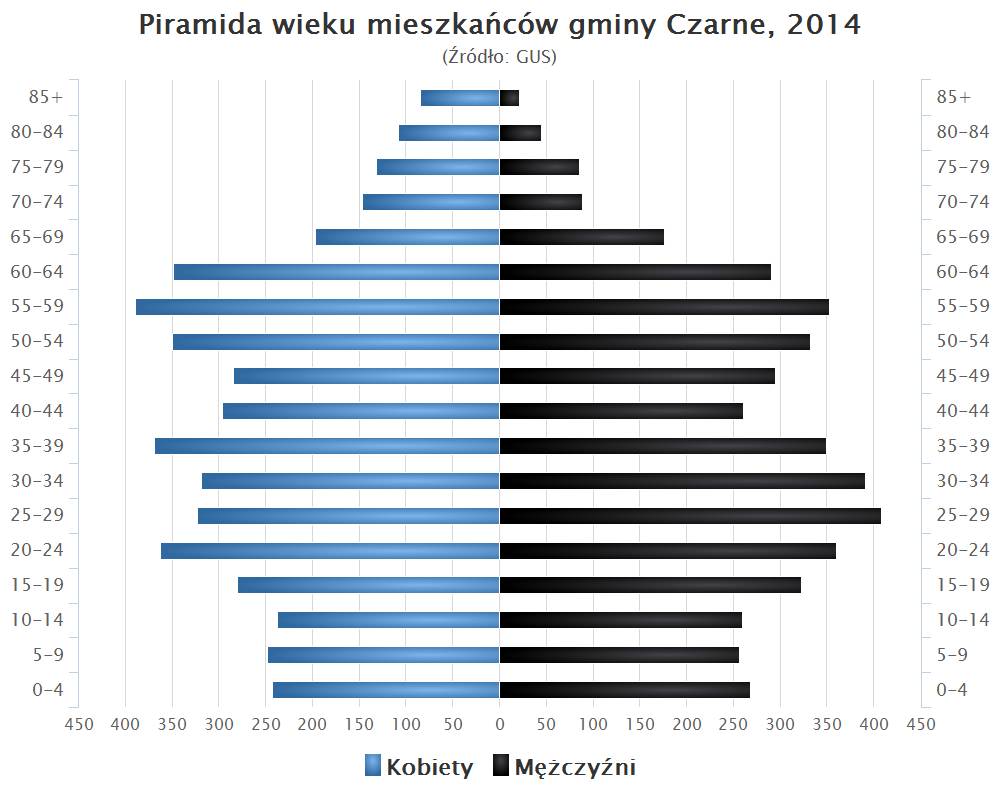
Piramida wieku mieszkańców gminy Czarne w 2014 roku

| Tab. 2. Miejscowości podstawowe oraz ich integralne części w administracji gminy Czarne - obszar wiejski z wyrażeniem ich położenia.                                                      | Tab. 2. Miejscowości podstawowe oraz ich integralne części w administracji gminy Czarne - obszar wiejski z wyrażeniem ich położenia. | Tab. 2. Miejscowości podstawowe oraz ich integralne części w administracji gminy Czarne - obszar wiejski z wyrażeniem ich położenia. | Tab. 2. Miejscowości podstawowe oraz ich integralne części w administracji gminy Czarne - obszar wiejski z wyrażeniem ich położenia. |
| Identyfikator SIMC | Nazwa miejscowości | Rodzaj miejscowości | Położenie geograficzne |
| --- | --- | --- | --- |
| 0742470 | Biernatka | wieś | 53°40′13″N 17°06′06″E/53,670278 17,101667                                                                                            |
| 0742486 | Bińcze | wieś | 53°38′57″N 17°08′37″E/53,649167 17,143611                                                                                            |
| 0742500 | Domisław | wieś | 53°38′38″N 17°02′05″E/53,643889 17,034722                                                                                            |
| 0742670 | Domyśl | osada | 53°36′03″N 16°55′15″E/53,600833 16,920833                                                                                            |
| 0742606 | Grabowiec | kolonia | 53°41′14″N 16°58′26″E/53,687222 16,973889                                                                                            |
| 0742612 | Janowiec | osada leśna | 53°42′38″N 17°00′06″E/53,710556 17,001667                                                                                            |
| 0742517 | Kijno | osada | 53°38′36″N 16°58′18″E/53,643333 16,971667                                                                                            |
| 0742523 | Krzemieniewo | wieś | 53°36′25″N 17°00′51″E/53,606944 17,014167                                                                                            |
| 0742530 | Lestnica | osada | 53°34′19″N 16°56′25″E/53,571944 16,940278                                                                                            |
| 0742546 | Lędyczek Drugi | przysiółek wsi Krzemieniewo | 53°35′13″N 16°59′55″E/53,586944 16,998611                                                                                            |
| 0742581 | Łoża | wieś | 53°41′29″N 17°04′21″E/53,691389 17,072500                                                                                            |
| 0742552 | Malinowo | osada | 53°37′03″N 17°02′04″E/53,617500 17,034444                                                                                            |
| 0742598 | Nadziejewo | wieś | 53°41′03″N 17°00′21″E/53,684167 17,005833                                                                                            |
| 0742569 | Prądy | osada | 53°32′47″N 16°57′18″E/53,546389 16,955000                                                                                            |
| 0742641 | Raciniewo | wieś | 53°40′28″N 17°03′40″E/53,674444 17,061111                                                                                            |
| 0742658 | Sierpowo | wieś | 53°37′53″N 16°58′55″E/53,631389 16,981944                                                                                            |
| 0742664 | Sokole | wieś | 53°39′23″N 16°58′38″E/53,656389 16,977222                                                                                            |
| 0742629 | Wierzbnik | kolonia | 53°40′31″N 16°58′38″E/53,675278 16,977222                                                                                            |
| 0742635 | Wronkowo | osada | 53°41′36″N 16°58′04″E/53,693333 16,967778                                                                                            |
| 1005198 | Wyczechy | wieś | 53°41′23″N 17°02′21″E/53,689722 17,039167                                                                                            |
| 0742492 | Wygonki | kolonia | 53°38′04″N 17°06′09″E/53,634444 17,102500                                                                                            |
| Źródła: Wykaz urzędowych nazw miejscowości i ich części (xls),Dz.U. z 2013 r. poz. 200 oraz Dz.U. z 2015 r. poz. 1636, Zbiory danych państwowego rejestru nazw geograficznych -2025-07-09 | | | |

## Sąsiednie gminy
Człuchów, Debrzno, Okonek, Rzeczenica, Szczecinek